# Lambrusco Marani
Lambrusco Marani ist eine Rotweinsorte, die eine von über 60 Varietäten aus der Familie der Lambrusco ist. Sie wird für perlenden Rot- und Roséwein (Frizzante oder Perlwein) in der italienischen Region Emilia-Romagna verwendet.
Der Anbau der Sorte ist in der Metropolitanstadt Bologna und den Provinzen Reggio Emilia, Mantua, Modena und Parma empfohlen. Die für den DOC Wein Reggiano Lambrusco DOC verwendeten Trauben werden jedoch nur in 20 Gemeinden bei Reggio nell’Emilia geerntet. Die wichtigsten Anbauflächen liegen in den Gemeinden Campagnola Emilia, Fabbrico, Novellara und Rolo. Die spätreifende Sorte ist ertragsstark und liefert gleichmäßig hohe Erträge. Die Weine verfügen über eine intensive Rotfärbung, sind extraktreich und geben dem Lambrusco Wein die notwendige Säure. Die bestockte Fläche beträgt ca. 2424 Hektar.
Siehe auch den Artikel Weinbau in Italien sowie die Liste von Rebsorten.

## Ampelographische Sortenmerkmale
In der Ampelographie wird der Habitus folgendermaßen beschrieben:
- Die Triebspitze ist offen. Sie ist weißwollig behaart und die Spitzen sind karminrot gefärbt. Die gelblich-grünen Jungblätter sind auf der Blattoberseite nur spinnwebig behaart.
- Die mittelgroßen Blätter sind nicht gelappt oder manchmal dreilappig. Die Stielbucht ist V -förmig offen. Das Blatt ist stumpf gezahnt. Die Zähne sind im Vergleich der Rebsorten groß. Im Herbst verfärbt sich das Laub gelblich und weist rotgefärbte Bereiche aus.
- Die walzenförmige Traube ist mittelgroß, länglich gezogen und mäßig dichtbeerig. Die rundlichen Beeren sind mittelgroß und von blau-schwarzer Farbe. Die Beerenschale ist knackig fest.

Die Rebsorte reift ca. 30 Tage nach dem Gutedel und gilt somit im internationalen Vergleich als spät reifend. Die Erträge der Sorte sind aufgrund der geringen Anfälligkeit gegenüber den klassischen Rebkrankheiten konstant hoch und erklären die große lokale Bedeutung.

## Synonyme
Zur Rebsorte Lambrusco Marani sind keine alternativen Bezeichnungen bekannt.